# Pelecopsis tybaertielloides
Pelecopsis tybaertielloides är en spindelart som beskrevs av Rudy Jocqué 1984. Pelecopsis tybaertielloides ingår i släktet Pelecopsis och familjen täckvävarspindlar.
Artens utbredningsområde är Kenya. Inga underarter finns listade i Catalogue of Life.